# Albatros C.I
El Albatros C.I fue el primer biplano de la exitosa serie “C” construido por la fábrica Albatros Flugzeugwerke durante la Primera Guerra Mundial para las Fuerzas Aéreas Imperiales alemanas.

## Historia y diseño
Cuando el primer modelo C.I apareció en 1915, su buena maniobrabilidad y potente motor Benz Bz.III de 150 cv le brindaron cierta ventaja sobre las aeronaves aliadas de la época. Mientras que el C.I era utilizado preferentemente como avión de reconocimiento y aeronave de observación, algunas veces fue utilizado como uno de los primeros aviones de caza con regular éxito. Oswald Boelcke alcanzó su primera victoria como piloto de caza mientras volaba un C.I junto al teniente von Wühlisch quien lo acompañaba como artillero. El aviador alemán más famoso de la Primera Guerra Mundial, Manfred von Richthofen, conocido como el «Barón Rojo», empezó su “carrera“ como observador/artillero en un Albatros C.I mientras servía en el Frente oriental.

## Variantes
- Albatros C.I-V:
- Albatros C.Ia:
- Albatros C.Ib:

## Operadores
- Imperio alemán: Luftstreitkräfte
- Polonia: Después de la guerra utilizó 49 unidades.
- Lituania: Después  de la guerra.

## Especificaciones técnicas (Albatros C.I)

### Características generales
- Tripulación: 2 (piloto y artillero/observador)
- Longitud: 7,9 m (25,8 ft)
- Envergadura: 12,9 m (42,3 ft)
- Altura: 3,1 m (10,3 ft)
- Superficie alar: 40,4 m² (434,9 ft²)
- Peso vacío: 875 kg (1928,5 lb)
- Peso máximo al despegue: 1190 kg (2622,8 lb)
- Planta motriz: 1× 6 cilindros en línea, enfriados por líquido Mercedes D.III.
  - Potencia:

### Rendimiento
- Velocidad máxima operativa (Vno): 140 km/h (87 MPH; 76 kt)
- Alcance: 2 h 30 min
- Techo de vuelo: 3000 m (9843 ft)

### Armamento
- Armas de proyectiles: 1 x ametralladora Parabellum MG 14 7,92 mm en el puesto del observador.

## Aeronaves comparables
- Royal Aircraft Factory B.E.2